# BSC Kristall
BSC Kristall (russo: ПФК «Кристалл» Москва) è una squadra di beach soccer professionistica con base a San Pietroburgo, in Russia. Il Kristall è il club russo di maggior successo alla Euro Winners Cup, avendo vinto due volte nel 2014 e nel 2015. La squadra ha vinto tre delle cinque finali ai campionati nazionali e ha vinto la coppa di Russia nel 2015 e 2017. Insieme al BSC Lokomotiv, il Kristall è uno dei principali club di beach soccer in Russia.

## Rosa
| N. |                    | Ruolo | Calciatore                      |
| -- | ------------------ | ----- | ------------------------------- |
| 1  | Russia (bandiera)  | P     | Ivan Ostrovsky                  |
| 3  | Russia (bandiera)  | D     | Aleksey Ilyinsky                |
| 4  | Brasile (bandiera) | D     | Nelito Oliveira da Silva Junior |
| 5  | Russia (bandiera)  | D     | Yury Krasheninnikov             |
| 6  | Russia (bandiera)  | A     | Dmitry Shishin                  |
| 8  | Brasile (bandiera) | D     | Bruno Xavier                    |
| 10 | Brasile (bandiera) | A     | Luiz Alberto Datinha Braga      |
| 11 | Russia (bandiera)  | D     | Andrey Andreev                  |
| 13 | Russia (bandiera)  | A     | Vladislav Aksenov               |

| N. |                   | Ruolo | Calciatore         |
| -- | ----------------- | ----- | ------------------ |
| 14 | Russia (bandiera) | D     | Artur Paporotnyi   |
| 15 | Russia (bandiera) | D     | Kirill Romanov     |
| 18 | Russia (bandiera) |       | Vladislav Zharikov |
| 19 | Russia (bandiera) | A     | Yan Peletsky       |
| 20 | Russia (bandiera) |       | Dmitry Varaksin    |
| 30 | Russia (bandiera) | D     | Andrey Vinogradov  |
| 37 | Russia (bandiera) | D     | Dmitry Kartashov   |
| 12 | Russia (bandiera) | P     | Mikhail Avgustov   |

Allenatore:  Aleksandr Elizarov